# Sandford Fleming

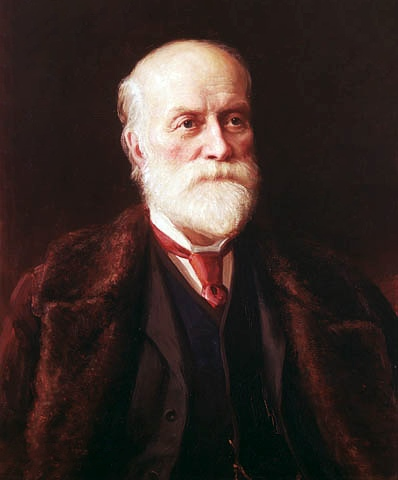
Sandford Fleming

Sandford Fleming (Kirkcaldy, 7 januari 1827 – Ottawa, 22 juli 1915) was een in Schotland geboren Canadees ingenieur en uitvinder.
Hij is bekend om de introductie van de Coordinated Universal Time, Canada's eerste postzegel, landkaarten, zijn werk voor de Intercolonial Railway en de Canadian Pacific Railway. In 1884 was Fleming namens Canada lid van de Britse delegatie op de Internationale Meridiaanconferentie. Daar werd de meridiaan van Greenwich tot wereldstandaard verheven en werden ook besluiten genomen ten aanzien van een universele tijdrekening.
Hij is ook een van de stichtende leden van de Royal Society of Canada en stichter van de Royal Canadian Institute, een wetenschappelijke organisatie in Toronto.